# Magnus Åström
Magnus Åström (ur. 2 kwietnia 1968) – szwedzki skoczek narciarski. Najlepsze wyniki w Pucharze Świata osiągnął w sezonie 1987/1988, kiedy zajął 44. miejsce w klasyfikacji generalnej.
Wystąpił na mistrzostwach świata w Oberstdorfie i mistrzostwach świata w lotach w Vikersund, ale bez sukcesów.

## Mistrzostwa świata
- Indywidualnie
  - 1987 Oberstdorf (RFN) – 48. miejsce (duża skocznia), 48. miejsce (normalna skocznia)
- Drużynowo
  - 1987 Oberstdorf (RFN) – 8. miejsce

## Mistrzostwa świata w lotach
- Indywidualnie
  - 1990 Vikersund (NOR) – 52. miejsce

## Mistrzostwa świata juniorów
- Indywidualnie
  - 1985 Täsch (SUI) – 55. miejsce
  - 1986 Lake Placid (USA) – 49. miejsce
- Drużynowo
  - 1985 Täsch (SUI) – 4. miejsce
  - 1986 Lake Placid (USA) – 5. miejsce

## Puchar Świata

### Miejsca w klasyfikacji generalnej
| Sezon     | Miejsce |
| --------- | ------- |
| 1987/1988 | 44.     |

### Miejsca w poszczególnych konkursach indywidualnychPucharu Świata
| Źródło | Źródło      | Źródło      | Źródło      | Źródło     | Źródło                 | Źródło                 | Źródło                 | Źródło        | Źródło              | Źródło              | Źródło          | Źródło          | Źródło       | Źródło      | Źródło       | Źródło       | Źródło    | Źródło  | Źródło          | Źródło       | Źródło              | Źródło  | Źródło  | Źródło  | Źródło | Źródło | Źródło | Źródło | Źródło | Źródło | Źródło | Źródło | Źródło | Źródło | Źródło | Źródło | Źródło | Źródło | Źródło | Źródło | Źródło | Źródło | Źródło | Źródło | Źródło | Źródło | Źródło | Źródło | Źródło |
| --- | ----------- | ----------- | ----------- | ---------- | ---------------------- | ---------------------- | ---------------------- | ------------- | ------------------- | ------------------- | --------------- | --------------- | ------------ | ----------- | ------------ | ------------ | --------- | ------- | --------------- | ------------ | ------------------- | ------- | ------- | ------- | ------ | ------ | ------ | ------ | ------ | ------ | ------ | ------ | ------ | ------ | ------ | ------ | ------ | ------ | ------ | ------ | ------ | ------ | ------ | ------ | ------ | ------ | ------ | ------ | ------ |
| Sezon 1986/1987                                                                                                   |             |             |             |            |                        |                        |                        |               |                     |                     |                 |                 |              |             |              |              |           |         |                 |              |                     |         |         |         |        |        |        |        |        |        |        |        |        |        |        |        |        |        |        |        |        |        |        |        |        |        |        |        |        |
| Thunder Bay | Thunder Bay | Lake Placid | Lake Placid | Chamonix   | Oberstdorf             | Garmisch-Partenkirchen | Innsbruck              | Bischofshofen | Szczyrbskie Jezioro | Szczyrbskie Jezioro | Oberwiesenthal  | Sapporo         | Sapporo      | Lahti       | Lahti        | Örnsköldsvik | Falun     | Planica | Planica         | Rælingen     | Oslo                | punkty  | punkty  | punkty  | punkty | punkty | punkty | punkty | punkty | punkty | punkty | punkty | punkty | punkty | punkty | punkty | punkty | punkty | punkty | punkty |        |        |        |        |        |        |        |        |        |
| 50 | 46          | 52          | 70          | -          | 52                     | 78                     | 42                     | 88            | 53                  | 51                  | 67              | -               | -            | 75          | 65           | 58           | 23        | 16      | 46              | -            | -                   | 0       | 0       | 0       | 0      | 0      | 0      | 0      | 0      | 0      | 0      | 0      | 0      | 0      | 0      | 0      | 0      | 0      | 0      | 0      |        |        |        |        |        |        |        |        |        |
| Sezon 1987/1988                                                                                                   |             |             |             |            |                        |                        |                        |               |                     |                     |                 |                 |              |             |              |              |           |         |                 |              |                     |         |         |         |        |        |        |        |        |        |        |        |        |        |        |        |        |        |        |        |        |        |        |        |        |        |        |        |        |
| Thunder Bay | Thunder Bay | Lake Placid | Lake Placid | Sapporo    | Sapporo                | Oberstdorf             | Garmisch-Partenkirchen | Innsbruck     | Bischofshofen       | Gallio              | Sankt Moritz    | Gstaad          | Engelberg    | Lahti       | Lahti        | Meldal       | Oslo      | Planica | Planica         | punkty       | punkty              | punkty  | punkty  | punkty  | punkty | punkty | punkty | punkty | punkty | punkty | punkty | punkty | punkty | punkty | punkty | punkty | punkty | punkty |        |        |        |        |        |        |        |        |        |        |        |
| 56 | 29          | 7           | 33          | -          | -                      | 102                    | 82                     | 29            | 43                  | -                   | -               | -               | -            | -           | -            | 63           | 10        | 53      | 30              | 15           | 15                  | 15      | 15      | 15      | 15     | 15     | 15     | 15     | 15     | 15     | 15     | 15     | 15     | 15     | 15     | 15     | 15     | 15     |        |        |        |        |        |        |        |        |        |        |        |
| Sezon 1988/1989                                                                                                   |             |             |             |            |                        |                        |                        |               |                     |                     |                 |                 |              |             |              |              |           |         |                 |              |                     |         |         |         |        |        |        |        |        |        |        |        |        |        |        |        |        |        |        |        |        |        |        |        |        |        |        |        |        |
| Thunder Bay | Thunder Bay | Lake Placid | Lake Placid | Sapporo    | Sapporo                | Oberstdorf             | Garmisch-Partenkirchen | Innsbruck     | Bischofshofen       | Liberec             | Harrachov       | Oberhof         | Oberhof      | Chamonix    | Oslo         | Örnsköldsvik | Harrachov | Planica | Planica         | punkty       | punkty              | punkty  | punkty  | punkty  | punkty | punkty | punkty | punkty | punkty | punkty | punkty | punkty | punkty | punkty | punkty | punkty | punkty | punkty |        |        |        |        |        |        |        |        |        |        |        |
| 46 | 50          | 50          | 48          | -          | -                      | 93                     | 75                     | 92            | 89                  | -                   | -               | -               | -            | -           | -            | 68           | -         | -       | -               | 0            | 0                   | 0       | 0       | 0       | 0      | 0      | 0      | 0      | 0      | 0      | 0      | 0      | 0      | 0      | 0      | 0      | 0      | 0      |        |        |        |        |        |        |        |        |        |        |        |
| Sezon 1989/1990                                                                                                   |             |             |             |            |                        |                        |                        |               |                     |                     |                 |                 |              |             |              |              |           |         |                 |              |                     |         |         |         |        |        |        |        |        |        |        |        |        |        |        |        |        |        |        |        |        |        |        |        |        |        |        |        |        |
| Thunder Bay | Thunder Bay | Lake Placid | Lake Placid | Sapporo    | Sapporo                | Oberstdorf             | Garmisch-Partenkirchen | Innsbruck     | Bischofshofen       | Harrachov           | Liberec         | Zakopane        | Sankt Moritz | Gstaad      | Engelberg    | Predazzo     | Predazzo  | Lahti   | Lahti           | Örnsköldsvik | Sollefteå           | Raufoss | Planica | Planica | punkty |        |        |        |        |        |        |        |        |        |        |        |        |        |        |        |        |        |        |        |        |        |        |        |        |
| - | -           | -           | -           | -          | -                      | -                      | -                      | -             | -                   | 57                  | 63              | 61              | -            | -           | -            | -            | -         | 53      | 48              | 28           | 51                  | -       | -       | -       | 0      |        |        |        |        |        |        |        |        |        |        |        |        |        |        |        |        |        |        |        |        |        |        |        |        |
| Sezon 1990/1991                                                                                                   |             |             |             |            |                        |                        |                        |               |                     |                     |                 |                 |              |             |              |              |           |         |                 |              |                     |         |         |         |        |        |        |        |        |        |        |        |        |        |        |        |        |        |        |        |        |        |        |        |        |        |        |        |        |
| Lake Placid | Lake Placid | Thunder Bay | Thunder Bay | Sapporo    | Sapporo                | Oberstdorf             | Garmisch-Partenkirchen | Innsbruck     | Bischofshofen       | Oberhof             | Bad Mitterndorf | Bad Mitterndorf | Lahti        | Lahti       | Bollnäs      | Falun        | Trondheim | Oslo    | Planica         | Planica      | Szczyrbskie Jezioro | punkty  | punkty  | punkty  | punkty | punkty | punkty | punkty | punkty | punkty | punkty | punkty | punkty | punkty | punkty | punkty | punkty | punkty | punkty | punkty |        |        |        |        |        |        |        |        |        |
| 59 | 58          | 54          | q           | -          | -                      | q                      | q                      | 37            | 55                  | -                   | -               | -               | -            | -           | 54           | 51           | -         | -       | -               | -            | -                   | 0       | 0       | 0       | 0      | 0      | 0      | 0      | 0      | 0      | 0      | 0      | 0      | 0      | 0      | 0      | 0      | 0      | 0      | 0      |        |        |        |        |        |        |        |        |        |
| Sezon 1991/1992                                                                                                   |             |             |             |            |                        |                        |                        |               |                     |                     |                 |                 |              |             |              |              |           |         |                 |              |                     |         |         |         |        |        |        |        |        |        |        |        |        |        |        |        |        |        |        |        |        |        |        |        |        |        |        |        |        |
| Thunder Bay | Thunder Bay | Sapporo     | Sapporo     | Oberstdorf | Garmisch-Partenkirchen | Innsbruck              | Bischofshofen          | Predazzo      | Sankt Moritz        | Engelberg           | Oberstdorf      | Oberstdorf      | Lahti        | Lahti       | Örnsköldsvik | Trondheim    | Trondheim | Oslo    | MŚL – Harrachov | Planica      | punkty              | punkty  | punkty  | punkty  | punkty | punkty | punkty | punkty | punkty | punkty | punkty | punkty | punkty | punkty | punkty | punkty | punkty | punkty | punkty |        |        |        |        |        |        |        |        |        |        |
| - | -           | -           | -           | -          | -                      | -                      | -                      | -             | -                   | -                   | -               | -               | -            | -           | 58           | -            | -         | -       | -               | -            | 0                   | 0       | 0       | 0       | 0      | 0      | 0      | 0      | 0      | 0      | 0      | 0      | 0      | 0      | 0      | 0      | 0      | 0      | 0      |        |        |        |        |        |        |        |        |        |        |
| Sezon 1992/1993                                                                                                   |             |             |             |            |                        |                        |                        |               |                     |                     |                 |                 |              |             |              |              |           |         |                 |              |                     |         |         |         |        |        |        |        |        |        |        |        |        |        |        |        |        |        |        |        |        |        |        |        |        |        |        |        |        |
| Falun | Falun       | Ruhpolding  | Sapporo     | Sapporo    | Oberstdorf             | Garmisch-Partenkirchen | Innsbruck              | Bischofshofen | Predazzo            | Bad Mitterndorf     | Bad Mitterndorf | Lahti           | Lahti        | Lillehammer | Oslo         | Planica      | punkty    | punkty  | punkty          | punkty       | punkty              | punkty  | punkty  | punkty  | punkty | punkty | punkty | punkty | punkty | punkty | punkty | punkty | punkty | punkty | punkty |        |        |        |        |        |        |        |        |        |        |        |        |        |        |
| q | q           | -           | -           | -          | -                      | -                      | -                      | -             | -                   | -                   | -               | -               | -            | -           | -            | -            | 0         | 0       | 0               | 0            | 0                   | 0       | 0       | 0       | 0      | 0      | 0      | 0      | 0      | 0      | 0      | 0      | 0      | 0      | 0      |        |        |        |        |        |        |        |        |        |        |        |        |        |        |
| Legenda |             |             |             |            |                        |                        |                        |               |                     |                     |                 |                 |              |             |              |              |           |         |                 |              |                     |         |         |         |        |        |        |        |        |        |        |        |        |        |        |        |        |        |        |        |        |        |        |        |        |        |        |        |        |
| 1 2 3 4-10 11-15 poniżej 15 dq – dyskwalifikacja q – zawodnik nie zakwalifikował się - – zawodnik nie wystartował |             |             |             |            |                        |                        |                        |               |                     |                     |                 |                 |              |             |              |              |           |         |                 |              |                     |         |         |         |        |        |        |        |        |        |        |        |        |        |        |        |        |        |        |        |        |        |        |        |        |        |        |        |        |

### Turniej Czterech Skoczni

#### Miejsca w klasyfikacji generalnej
| Sezon     | Miejsce | Źr.   |
| --------- | ------- | ----- |
| 1986/1987 | 49.     | [ 4 ] |
| 1987/1988 | 56.     | [ 5 ] |
| 1988/1989 | 87.     | [ 6 ] |
| 1990/1991 | 68.     | [ 7 ] |

## Puchar Kontynentalny

### Miejsca w poszczególnych konkursachPucharu Kontynentalnego
| Źródło                                                                        | Źródło         | Źródło       | Źródło      | Źródło  | Źródło     | Źródło     | Źródło    | Źródło    | Źródło    | Źródło    | Źródło    | Źródło  | Źródło           | Źródło           | Źródło   | Źródło     | Źródło | Źródło | Źródło   | Źródło    | Źródło    | Źródło | Źródło | Źródło | Źródło | Źródło | Źródło | Źródło | Źródło | Źródło | Źródło | Źródło | Źródło | Źródło | Źródło | Źródło | Źródło | Źródło | Źródło | Źródło | Źródło | Źródło | Źródło | Źródło | Źródło | Źródło | Źródło | Źródło | Źródło | Źródło | Źródło | Źródło | Źródło | Źródło | Źródło | Źródło | Źródło | Źródło | Źródło |        |
| ----------------------------------------------------------------------------- | -------------- | ------------ | ----------- | ------- | ---------- | ---------- | --------- | --------- | --------- | --------- | --------- | ------- | ---------------- | ---------------- | -------- | ---------- | ------ | ------ | -------- | --------- | --------- | ------ | ------ | ------ | ------ | ------ | ------ | ------ | ------ | ------ | ------ | ------ | ------ | ------ | ------ | ------ | ------ | ------ | ------ | ------ | ------ | ------ | ------ | ------ | ------ | ------ | ------ | ------ | ------ | ------ | ------ | ------ | ------ | ------ | ------ | ------ | ------ | ------ | ------ | ------ |
| Sezon 1991/1992                                                               |                |              |             |         |            |            |           |           |           |           |           |         |                  |                  |          |            |        |        |          |           |           |        |        |        |        |        |        |        |        |        |        |        |        |        |        |        |        |        |        |        |        |        |        |        |        |        |        |        |        |        |        |        |        |        |        |        |        |        |        |        |
| Oberwiesenthal                                                                | Oberhof        | Courchevel   | Sankt Aegyd | Planica | Saalfelden | Ruhpolding | Liberec   | Harrachov | Willingen | Willingen | La Molina | Szczyrk | Schönwald        | Titisee-Neustadt | Chamonix | Le Brassus | Sprova | Meldal | Feldberg | Feldberg  | punkty    | punkty | punkty | punkty | punkty | punkty | punkty | punkty | punkty | punkty | punkty | punkty | punkty | punkty | punkty | punkty | punkty | punkty | punkty | punkty | punkty | punkty | punkty | punkty | punkty | punkty | punkty | punkty | punkty | punkty | punkty | punkty | punkty | punkty | punkty | punkty | punkty | punkty | punkty | punkty |
| 32                                                                            | 29             | -            | -           | -       | -          | -          | 53        | 30        | 31        | 37        | -         | -       | -                | -                | -        | -          | 22     | 29     | -        | -         | 0         | 0      | 0      | 0      | 0      | 0      | 0      | 0      | 0      | 0      | 0      | 0      | 0      | 0      | 0      | 0      | 0      | 0      | 0      | 0      | 0      | 0      | 0      | 0      | 0      | 0      | 0      | 0      | 0      | 0      | 0      | 0      | 0      | 0      | 0      | 0      | 0      | 0      | 0      | 0      |
| Sezon 1992/1993                                                               |                |              |             |         |            |            |           |           |           |           |           |         |                  |                  |          |            |        |        |          |           |           |        |        |        |        |        |        |        |        |        |        |        |        |        |        |        |        |        |        |        |        |        |        |        |        |        |        |        |        |        |        |        |        |        |        |        |        |        |        |        |
| Oberwiesenthal                                                                | Oberwiesenthal | Sankt Moritz | Sankt Aegyd | Planica | Planica    | Wörgl      | Willingen | Willingen | Gallio    | Gallio    | Zakopane  | Szczyrk | Titisee-Neustadt | Schönwald        | Chamonix | Oberhof    | Sprova | Sprova | Kuopio   | Gällivare | Gällivare | punkty |        |        |        |        |        |        |        |        |        |        |        |        |        |        |        |        |        |        |        |        |        |        |        |        |        |        |        |        |        |        |        |        |        |        |        |        |        |        |
| -                                                                             | -              | -            | -           | -       | -          | -          | 62        | 41        | -         | -         | -         | -       | 72               | 50               | -        | -          | -      | -      | -        | -         | -         | 0      |        |        |        |        |        |        |        |        |        |        |        |        |        |        |        |        |        |        |        |        |        |        |        |        |        |        |        |        |        |        |        |        |        |        |        |        |        |        |
| Legenda                                                                       |                |              |             |         |            |            |           |           |           |           |           |         |                  |                  |          |            |        |        |          |           |           |        |        |        |        |        |        |        |        |        |        |        |        |        |        |        |        |        |        |        |        |        |        |        |        |        |        |        |        |        |        |        |        |        |        |        |        |        |        |        |
| 1 2 3 4-10 11-30 poniżej 30 dq – dyskwalifikacja - – zawodnik nie wystartował |                |              |             |         |            |            |           |           |           |           |           |         |                  |                  |          |            |        |        |          |           |           |        |        |        |        |        |        |        |        |        |        |        |        |        |        |        |        |        |        |        |        |        |        |        |        |        |        |        |        |        |        |        |        |        |        |        |        |        |        |        |